# 中富村
中富村（なかどみむら）は、熊本県の北部、鹿本郡にかつてあった村である。

## 歴史
- 1889年4月1日 - 町村制が施行。山鹿郡分田村、小柳村、梶屋村、中富村、中川村が合併して発足。
- 1896年4月1日 - 山鹿郡と山本郡が合併して鹿本郡となる。
- 1955年4月1日 - 来民町、稲田村と合併し鹿本町となる。

## 学校
- 中富村立中富小学校